# 玄清寺
玄清寺（げんせいじ）は、大阪府東大阪市東山町の浄土宗の寺院。山号は浄翁山、河内西国霊場第23番札所。

## 歴史
玄清寺は当地の豪族である戦国時代の高内正定が1597年（慶長2年）に聖誉を開山として創建し、高内氏の菩提寺とすること、および自身が織田信長に従って参戦した石山合戦戦没者の慰霊を目的としたという。

## 境内
- 本堂

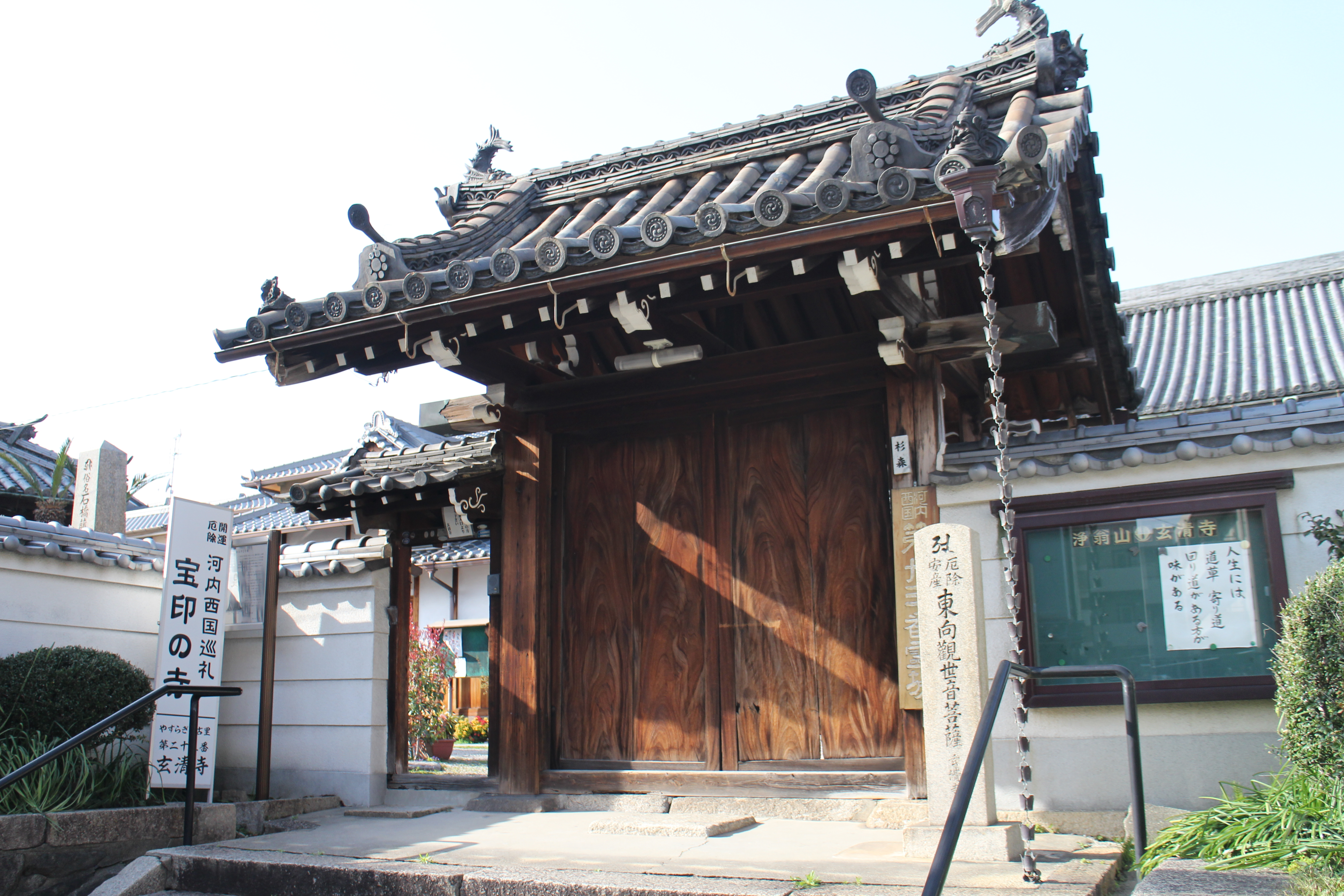
山門

- 観音堂 - 聖観音立像（札所本尊）、地蔵菩薩像（脇侍）、南無仏太子像（脇侍の聖徳太子二歳像、東大阪市指定文化財）[1]

## 札所
河内西国霊場
22 額田寺　--　23 玄清寺　--　24 慈光寺

## 交通
- 近鉄奈良線 額田駅下車、徒歩5分

## 周辺情報
- 額田寺
- 石切剣箭神社